# Stazione di Ushiku
La stazione di Ushiku (牛久駅?, Ushiku-eki) è una stazione ferroviaria situata nell'omonima città della prefettura di Ibaraki, servita dalla linea Jōban della JR East.

## Linee
JR East
■ Linea Jōban

## Struttura
La stazione è dotata di un marciapiede laterale e uno a isola con tre binari passanti in superficie. Il binario 2 è utilizzato in entrambe le direzioni di marcia. I marciapiedi sono accessibili da una passerella sopraelevata con ascensori, scale fisse e mobili.
| 1 | ■ Linea Jōban | per Tsuchiura, Ishioka, Tomobe, Mito e Iwaki |
| 2 | ■ Linea Jōban | per Abiko, Kashiwa, Matsudo e Ueno           |

## Stazioni adiacenti
| «            | Servizio    | »                |
| Linea Jōban  | Linea Jōban | Linea Jōban      |
| ------------ | ----------- | ---------------- |
| Ryūgasakishi | Locale      | Hitachino-Ushiku |